# Boarmia coryphocycla
Boarmia coryphocycla is een vlinder uit de familie van de spanners (Geometridae). De wetenschappelijke naam van de soort is voor het eerst geldig gepubliceerd in 1925 door Louis Beethoven Prout.